# Treehouse of Horror XXV
Treehouse of Horror XXV, llamado La Casita del Horror XXV en Hispanoamérica y La Casa Árbol del Terror XXV en España es un episodio perteneciente a la vigesimosexta temporada de la serie animada Los Simpson, emitido originalmente el 19 de octubre de 2014 en EE. UU.  El episodio fue escrito por Stephanie Gillis y dirigido por Matthew Faughnan.

## Sinopsis

### Secuencia de apertura
El episodio comienza con Kang y Kodos en un especial de televisión, en el que todos los invitados famosos han sido asesinados y mostrados al deletrear el título del episodio.

### School is Hell (La Escuela es Un Infierno)
Todo comienza en la Escuela Primaria de Springfield donde el Director Skinner ha puesto a Bart en detención. Mientras que quita el polvo de un escritorio, se encuentra con una inscripción en arameo. Con ayuda de Lisa y una aplicación para traducirlo, Bart abre el portal hacia el infierno, donde aparecen en una escuela. Aparentemente, Lisa se siente cómoda en ese sitio mientras que Bart se queda asombrado e interesado por lo que, pregunta a sus padres si puede estudiar allí de forma permanente. El resultado es sorprendente ya que Bart termina siendo el mejor estudiante de dicha escuela. Para su prueba final, su maestra le pide torturar a Homer; a pesar de la vacilación de Bart, Homer se lo permite. Al final, Homer es desfigurado con diferentes armas y con orgullo Bart se gradúa de la escuela infierno como valedictorian.

### A Clockwork Yellow (El Amarillo Mecánico)
Moe tiene una pandilla estilo La naranja mecánica en Londres junto con Lenny, Carl y Homer. Homer se enamora de una chica (Marge) quien lo convence de dejar de fumar y la pandilla se desmorona. Años más tarde, Moe es atacado en su casa en un estilo similar a los antiguos caminos de su pandilla y le pide a Homer ayuda para unir de nuevo la banda, Lenny y Carl (que se han convertido en oficiales de policía) se unen a ellos. Atacan a una orgía de máscaras (similar a la película de Stanley Kubrick, Eyes Wide Shut) y varios otros de sus filmes se parodió en una secuencia de lucha. Como Moe es golpeado por dos invitados a la fiesta, él narra que fue "golpeado, magullado" y "no pudo anotar en una orgía", pero estaba feliz de estar de vuelta con su vieja banda. Kubrick se muestra a continuación, en una sala de montaje pidiendo rehacer toda la película.

### The Others (Los Otros)
En una parodia de la película de 2001 del mismo nombre, la familia Simpson encuentra inexplicables batidos de chocolate helado y que su televisor solo muestra el programa de televisión Married... with Children. Después de que un fantasma lo ataca en su sueño, Homer convoca a los fantasmas, que son la antigua forma de la familia de The Tracey Ullman Show. Homer se siente atraído por el fantasma de Marge que prefiere al ex Homer gruñón, por lo que la celosa Marge viva se suicida para convertirse en un fantasma. El fantasma de Homer se pone celoso y aporrea al Homer vivo de estar a la muerte con una tostadora, mientras que él está en la bañera. Bart finge suicidarse para unirse a los fantasmas, engañando a Lisa en realidad matándose a sí misma, su fantasma entonces asesina a Bart como venganza. Willie lleva los cadáveres de los niños para hacer estofado y se da a entender que él asesinó a Maggie. Homer prefirió a su mujer de hoy en día que al fantasma. A la mañana siguiente durante el desayuno, Lisa le pregunta si alguna vez podría ser cualquier otro encarnaciones de los Simpsons y una gama de familias Simpson sobre la base de otras animaciones que se muestran a continuación. El segmento termina con la versión original de Homer, sin éxito, tratando de fotografiar un buen retrato de las dos familias, un homenaje directo al corto "Family Portrait" de "'The Tracey Ullman Show'".

## Producción

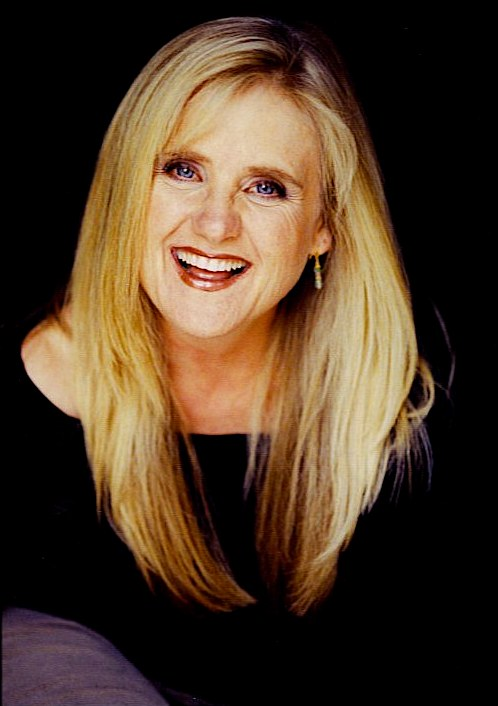
Nancy Cartwright proporciona dos voces diferentes para dos versiones diferentes de Bart en este episodio